# Layline

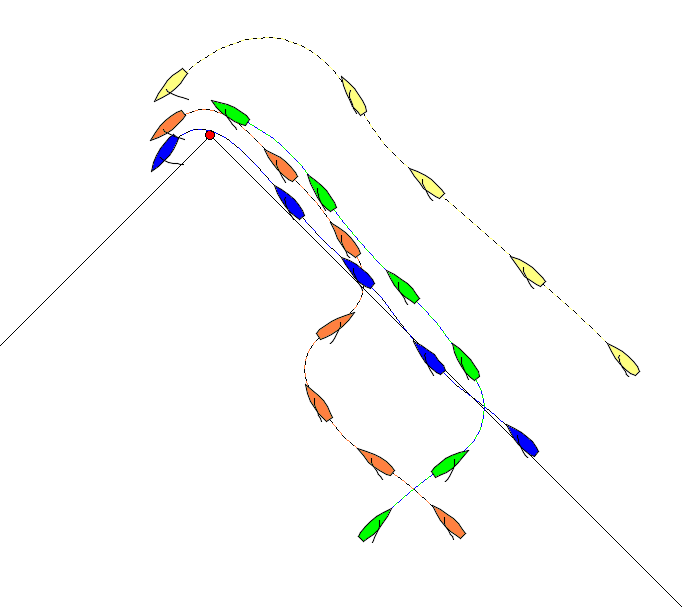
La barca blu, che segue la layline (indicata in nero), compie il percorso più breve o un minor numero di manovre per raggiungere la boa (in rosso). La barca verde segue un percorso realistico.

Nella vela le layline sono una coppia di linee immaginarie che si estendono da una boa lungo il massimo angolo tale che una barca posta sottovento possa raggiungerla senza necessità di manovre. Nelle regate sono un elemento importante in quanto approssimano la rotta ipotetica ideale per raggiungere una boa; se infatti si navigasse parallelamente ad una layline ma più sottovento rispetto ad essa, sarebbero necessarie manovre aggiuntive per passare la boa, mentre navigare parallelamente sopravvento allungherebbe la distanza da percorrere. Esse delimitano, in maniera approssimativa, la "regione utile" del campo di regata, in quanto allontanarsi significativamente al di là delle layline è teoricamente sconveniente. Le layline dipendono dalla direzione del vento e dalla direzione della corrente, ed un cambiamento di una o addirittura di entrambe ne comporta la rotazione.